# Peter Henrich Varenholt
Peter Henrich Varenholt (* zwischen 1635 und 1640, † nach 1715) war ein in Bielefeld tätiger deutscher Orgelbauer.

## Leben
Nach eigenen Angaben stammt Varenholt aus Bielefeld, wo er 1668 eine Werkstatt führte. Er arbeitete zu diesem Zeitpunkt gleichzeitig an zwei Orgelprojekten in Mengeringhausen und Obermarsberg mit jeweils zwei bis drei Mitarbeitern, was auf eine etablierte Meisterschaft hinweist und eine Geburt in der zweiten Hälfte der 1630er Jahre nahelegt. Eine frühe Erwähnung Varenholts findet sich in einer Streitsache in Obermarsberg: „Am 17. Februar 1670 quittierte der Orgelbauer Heinrich Varenholz. Im November 1671 klagte das Kloster Bredelar gegen die Stadt Obermarsberg wegen Verletzung der Immunität des Mönchshofes durch Verhaftung des Orgelbauers Peter Varenholz. In beiden Fällen handelt es sich vermutlich um Peter Henrich Varenholt.“
Varenholt erlernte den Orgelbau vermutlich bei seinen beiden Verwandten Peter Grebe aus Lippstadt und seinem Vetter Henrich Reinking aus Bielefeld. Sein Werk weist Einflüsse der Orgelbauerfamilie Bader auf. Zusammen mit Tobias Bader baute er eine Orgel in Enkhausen. Bei der Erbauung der Orgel von Fröndenberg 1673 durch Tobias Bader, deren Vollendung er 1692 übernahm, wirkte er mit. 1674–1676 errichtete er zusammen mit Andreas Schneider die Orgel der Soester Paulikirche.
Varenholt muss vor 1721 gestorben sein; denn als 1720 die Orgel der Paulikirche in Soest durch eine herunterfallende Glocke schwer beschädigt wurde, führte Varenholt die Reparatur nicht durch, zu der er sich verpflichtet hatte.

## Werk
Als eigenständiger Orgelbauer ist Varenholt erst in den 1690er Jahren fassbar. 1697 bis 1698 erbaute er die Orgel der Pfarrkirche Brenken. Am 31. Mai 1703 schloss er zum Preis von 750 Reichstalern einen Vertrag über eine neue Orgel von 13 Registern auf „gebrochener Lade“ für die (nicht mehr bestehende) Franziskanerkirche in Attendorn. Die um 1700 erbaute große Orgel von Stift Heerse wird ihm aus stilistischen Gründen zugeschrieben. Für das Zisterzienser-Kloster Benninghausen, für das Daniel Bader 1628 um 267 Reichstaler bereits eine erste Orgel erbaut hatte, schuf Varenholt 1701 um 431 Reichstaler eine neue Orgel, die nicht erhalten ist. Für die 1706 fertiggestellte Pfarrkirche St. Severin in Schwefe baute er eine Orgel, deren erhaltenes Gehäuse von Martin Möller, dem Vater des Orgelbauers Johann Patroclus Möller, geschaffen wurde.
Varenholt baute ausschließlich einmanualige Orgeln. Nur in Zusammenarbeit mit anderen Orgelbauern entstanden zweimanualige Werke. Seine Orgeln verfügten meistens über 9 bis 12 Register und hatten in der Regel ein angehängtes Pedal. Die Gestaltung der qualitativ unterschiedlichen Prospekte überließ er örtlichen Schreinern und Bildhauern, was den Umstand erklärt, dass seine Orgelprospekte keinen einheitlichen Typus widerspiegeln und seine Orgeln ihm deshalb nicht immer eindeutig zuzuschreiben sind.
Nachweislich in Kirchhundem setzte Varenholt Springladen ein, vermutlich auch in Attendorn und Elspe. Er gilt als Kleinmeister mit regionaler Bedeutung und Bindeglied zwischen der Orgelbauerfamilie Bader und Johann Patroclus Möller.

## Werkliste
Kursivschreibung gibt an, dass die Orgel nicht oder nur noch das historische Gehäuse erhalten ist. In der fünften Spalte bezeichnet die römische Zahl die Anzahl der Manuale, ein großes „P“ ein selbstständiges Pedal, ein kleines „p“ ein nur angehängtes Pedal. Die arabische Zahl gibt die Anzahl der klingenden Register an. Die letzte Spalte bietet Angaben zum Erhaltungszustand oder zu Besonderheiten.
| Jahr      | Ort              | Kirche               | Bild | Manuale | Register | Bemerkungen |
| --------- | ---------------- | -------------------- | ---- | ------- | -------- | --- |
| 1668–1670 | Mengeringhausen  | St. Georg            |      | I       | 9        | nicht erhalten |
| 1674–1676 | Soest            | Paulikirche          |      | II/P    | 22       | mit Andreas Schneider; Prospekt erhalten |
| 1680      | Enkhausen        | Pfarrkirche          |      | I       | 9        | mit Tobias Bader; nicht erhalten |
| 1683      | Westönnen        | St. Cäcilia          |      | I       | 8        | Zuschreibung; nicht erhalten |
| 1690      | Fröndenberg/Ruhr | Stiftskirche         |      | II/P    | 24       | Vollendung der Orgel von Tobias Bader; nicht erhalten                                                                                       |
| 1693–1695 | Ostinghausen     | St. Christophorus    |      | I       |          | nicht erhalten |
| 1695–1696 | Hemer            | St. Vitus            |      | I       | 6        | nicht erhalten |
| 1697–1698 | Brenken          | St. Kilian           |      | I       | 13?      | nicht erhalten |
| Um 1700   | Neuenheerse      | Stift Heerse         |      | II/P    | 32       | oder Andreas Schweimb, Prospekt erhalten |
| um 1700   | Wormbach         | Pfarrkirche          |      | I/p     | 10       | zugeschrieben; Prospekt und Teile des Pfeifenwerks erhalten                                                                                 |
| 1701      | Schmallenberg    | Pfarrkirche          |      | I/P     | 10       | 1855 um ein Rückpositiv erweitert, 1941 abgebrochen                                                                                         |
| 1701      | Kirchhundem      | Pfarrkirche          |      | I/p     | 13       | wohl unter Einbeziehung von Teilen der Vorgängerorgel; in 1817 umgebauter Form erhalten                                                     |
| 1701–1702 | Benninghausen    | Pfarrkirche          |      |         |          | zugeschrieben; nur Prospekt als Altar erhalten                                                                                              |
| 1703      | Attendorn        | Franziskanerkirche   |      | I/P     | 13       | 1830 nach Wissen transferiert, dort in Teilen erhalten                                                                                      |
| 1706      | Schwefe          | Pfarrkirche          |      | I/p     | 11       | Gehäuse erhalten |
| 1707      | Obermarsberg     | Kloster Obermarsberg |      | I       | 12       | 1859 um zweites Manualwerk und Pedal durch Heinrich Schulte erweitert; Gehäuse und 6 Register von Varenholt erhalten, Principal 8′ vor 1707 |